# 神奈川県立産業技術短期大学校
神奈川県立産業技術短期大学校（かながわけんりつ さんぎょうぎじゅつたんきだいがっこう、英：Kanagawa Industrial and Technical Junior College）は、神奈川県にある県立の職業能力開発短期大学校。県の先進産業を支え新しい時代の技能者づくりを掲げ、人材育成・確保を図る高度技能者育成施設として職業能力開発短期大学校の設置を重点施策に盛り込み設置した。
神奈川県、神奈川県教育委員会（神奈川県立神奈川工業高等学校）及び日本アイ・ビー・エム株式会社の３者の連携と協力により、生徒・学生が家庭の経済環境に左右されることなく、ＩＴに関する知識・技術を身に付け、生涯にわたって社会で活躍するＩＴ人材の育成をめざす取組「かながわIT人材教育モデルP-TECH」が行われている。

## 所在地
- 神奈川県横浜市旭区中尾2-4-1
- 最寄り駅：二俣川駅

## 設置訓練科
- 生産技術科
- 制御技術科
- 電子技術科
- 産業デザイン科
- 情報技術科

### 称号
卒業前に校内で実施する技能照査に合格すれば、担当科の「技能士補」の称号が与えられる。

## 沿革
- 1992年 神奈川県が新たな職業能力開発を推進するための中・長期計画として、 「かながわ総合職業能力開発計画」をスタートさせる
- 1994年5月 職業能力開発促進法に基づく職業能力開発短期大学校として労働大臣に認可申請
- 1994年7月 認可
- 1995年4月 開校